# Hongqi CA72
El Hongqi CA72 és un cotxe produït per FAW Hongqi. Va ser el primer automòbil produït per First Automobile Works, i el primer sedan representatiu que es va construir a la Xina. Produït entre 1958 i 1965, el CA72 només estava disponible per a les institucions estatals i la direcció del Partit Comunista de la Xina i es va utilitzar regularment en esdeveniments públics fins a la dècada del 1970. No estan clars molts detalls sobre tecnologia i producció.

## Història
El Hongqi CA72 va ser desenvolupat per First Automotive Works (FAW), amb seu a Changchun, que es va fundar el 1953 amb el suport tècnic i financer de la Unió Soviètica. FAW originalment produïa principalment vehicles comercials, en particular camions pesants basats en models soviètics sota la marca Jiefang. El 1958 es va iniciar el Gran Salt Endavant, amb l'objectiu d'eliminar la bretxa industrial de la Xina amb els països industrialitzats occidentals. Els efectes de la iniciativa també es van notar en el sector de l'automoció. A partir del 1958, diverses plantes xineses van començar a construir cotxes de passatgers per a ús civil: tanmateix, com que la Xina no tenia una indústria automotriu pròpia, la major part del nou desenvolupament de l'automòbil es va basar en models occidentals, importats en quantitats reduïdes: mentre que la còpia total estava prohibida, la majoria dels vehicles del període es diferenciaven molt més dels vehicles occidentals en l'aspecte exterior que no en la tecnologia, on sovint s'agafaven plataformes estrangeres i es duplicaven completament. Un dels primers cotxes va ser el sedan de classe mitjana desenvolupat per FAW Dongfeng CA71, que era bàsicament una rèplica del Simca Vedette francès amb un motor Mercedes-Benz de 6 cilindres. Per aquelles dates, FAW també va començar a desenvolupar vehicles representatius per als polítics més importants. Es deia que la iniciativa vingué del líder del partit Mao Zedong, que l'any 1955, al congrés del PCX, havia expressat el desig de substituir les limusines soviètiques que circulaven per un cotxe de producció nacional.
L'agost de 1958 es va completar el primer prototip de berlina. FAW va donar al cotxe el nom Hongqi, fent referència al símbol revolucionari de la Bandera Roja. A causa del curt període donat pel govern amb l'objectiu d'una data límit de producció de 1959, en realitat no es tractava d'un prototip totalment construït per FAW, sinó d'un Chrysler Imperial revestit, després d'haver tingut accés a un vehicle importat el 1955 a Jilin, la ciutat natal de FAW.
El primer prototip en les dimensions i en les estructures tècniques bàsiques ja corresponia al model de producció posterior. A la zona del cos, però, hi va haver diferències significatives. El prototip tenia una ampla franja cromada als laterals del cotxe. Al damunt de les rodes posteriors hi havia una gran presa d'aire, la vora de la qual també estava cromada. La reixa en forma de ventall era molt estreta a la part inferior i s'obria molt amunt. A la literatura d'automoció, el prototip es descriu com a poc atractiu i gruixut. En els sis mesos següents, es van crear sis prototips més, inclosos dos convertibles de quatre portes, diferenciant-se tots en detalls tant entre els diferents prototips, com del producte final.
El 1959, FAW va començar finalment la producció en massa del que es coneixeria com sedan Hongqi CA72, que va durar fins a 1965 o 1967 segons la font. Fins al 1962, el CA72 va competir amb el sedan Beijing CB4 produït per Beijing Automobile Works, que semblava més modern (encara que també es basava en un sedan de mida completa nord-americà: el CB4 es va modelar a partir del Buick Special dels anys 50), però finalment no va poder imposar-se. A diferència del CB4, el Hongqi CA72 es va millorar tècnicament al llarg dels anys en detalls. Això va afectar, entre altres coses, als frens, massa dèbils als primers vehicles. Des de 1965, l'Hongqi es va denominar CA770. Externament i tècnicament, el CA770 era en gran part idèntic al CA72, inclosos els mecànics Mopar de la dècada del 1950, que romandrien fins al final de la producció del CA770 el 1981.